# Ceriana boliviana
Ceriana boliviana är en tvåvingeart som först beskrevs av Kertesz 1903.  Ceriana boliviana ingår i släktet griffelblomflugor, och familjen blomflugor.
Artens utbredningsområde är Bolivia. Inga underarter finns listade i Catalogue of Life.